# Alfred Gusenbauer
Alfred Gusenbauer (n. 8 februarie 1960, St. Pölten) este un politician austriac, fost cancelarul federal al Austriei din 11 ianuarie 2007 și până în decembrie 2008.